# Iona Yakir
Iona Emmanuílovich Yakir (en ruso: Ио́на Эммануи́лович Яки́р; 3 de agostojul./ 15 de agosto de 1896greg., Kishinev, gobernación de Besarabia (actualmente República de Moldavia), Imperio ruso – 11 de junio de 1937, Moscú, Unión Soviética) fue Comandante del Ejército Rojo y uno de los mayores innovadores militares del mundo en el periodo de entreguerras.

## Primeros años
Yakir nació en una buena familia de farmacéuticos judíos. Debido a la restricción gubernamental del acceso de los judíos a la educación superior, estudió en el extranjero, en la Universidad de Basilea, Suiza. Durante la Primera Guerra Mundial volvió a Rusia y trabajó en una fábrica militar de Odesa. En el periodo de 1915–1917, estudió en el Instituto Politécnico de Járkov. Como millones de otras personas en Rusia, se radicalizó durante la guerra y se hizo seguidor de Lenin. En 1917, volvió a Kishinev, llegó a convertirse en miembro del Partido Obrero Socialdemócrata de Rusia y tomó parte activa en la toma de poder bolchevique en Besarabia. Cuando en 1918 Besarabia se unió a Rumanía, Yakir dirigió la resistencia bolchevique, pero su pequeña fuerza fue sobrepasada por el ejército regular rumano.

## En la Guerra Civil
Yakir se retiró a Ucrania y luchó contra la ocupación de las fuerzas austrohúngaras como comandante del Regimiento chino del Ejército Rojo. En marzo de 1918, fue herido. Al inicio de la guerra civil rusa entre las fuerzas bolcheviques, el Ejército Blanco y otros movimientos antibolcheviques, Yakir fue miembro del comité del partido bolchevique de la provincia de Vorónezh y empezó al servicio del Ejército Rojo como comisario político. Mostró talento militar y fue asignado como jefe de campo. En octubre de 1918, sirvió como miembro del Consejo Revolucionario del 8.º Ejército en el Frente Sur y simultáneamente mandó a diversas formaciones clave en el Frente Sur en operaciones contra los Cosacos del Don de Piotr Krasnov. Ejecutó las órdenes de Lenin de perseguir a la población civil cosaca.

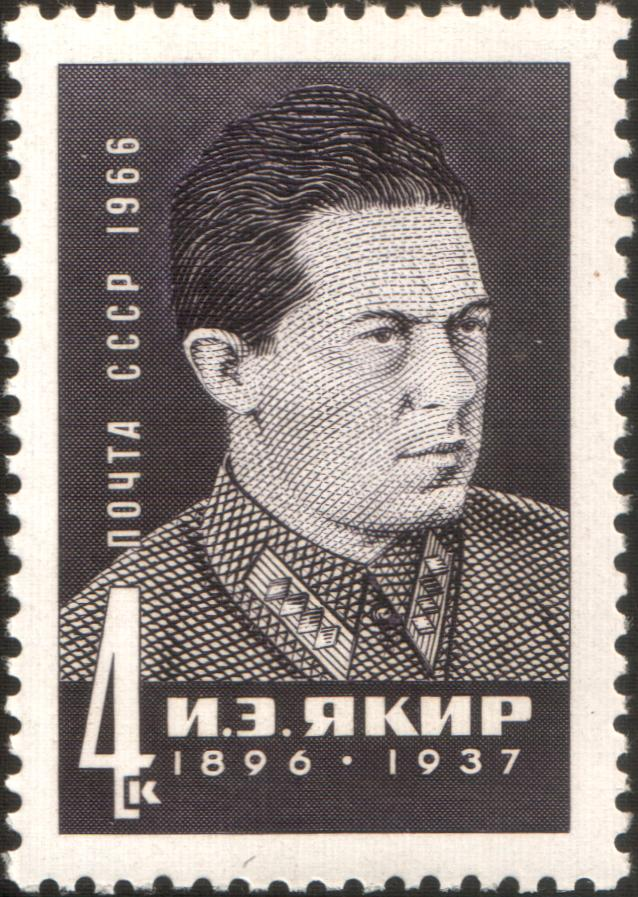
Sello postal de la URSS, I. E. Yakir, 1966, 4 Kópeks (céntimos). Catálogo TsFA 3342, Catálogo Scott 3187

La guerra contra combatientes armados y el terror contra la población civil iban juntas en la guerra civil rusa. Espoleado por la teoría bolchevique de lucha de clases, Yakir, como otros miembros del partido comunista, tomó parte en el Terror Rojo. Por sus servicios militares acompañados por el terror, fue la segunda persona que recibió la más alta condecoración militar soviética de ese tiempo, la Orden de la Bandera Roja.
En verano de 1919, Yakir fue enviado a Ucrania para mandar la 45.ª División de fusileros, y en agosto de 1919 fue nombrado comandante de Grupo Sur del 12.º Ejército, que incluía la 45.ª y 58.ª División de fusileros. Ambas divisiones fueron rodeadas en Odesa por las fuerzas Blancas. Yakir ejecutó una de las más destacables operaciones militares de la Guerra Civil. Rompió el cerco y condujo sus fuerzas por la retaguardia del enemigo a una distancia de cuatrocientos kilómetros para unirse al Ejército Rojo en el óblast de Zhitómir. Como otros comandantes bolcheviques que no tenían formación militar, era asistido en sus operaciones por antiguos oficiales zaristas de su equipo, pero de hecho, eso no niega su propio papel en el planeamiento y liderazgo de la campaña. Por esta campaña recibió su segunda Orden de la Bandera Roja, y sus dos divisiones recibieron la Orden de la Bandera Roja. Yakir tomó parte en las acciones contra las fuerzas Blancas de Yudénich en la defensa de Petrogrado, en la supresión de los partisanos anarquistas de Néstor Majnó y en la guerra polaco-soviética. Fue premiado con la tercera Orden de la Bandera Roja y llegó a ser el comandante más condecorado del Ejército Rojo.

## Innovador militar

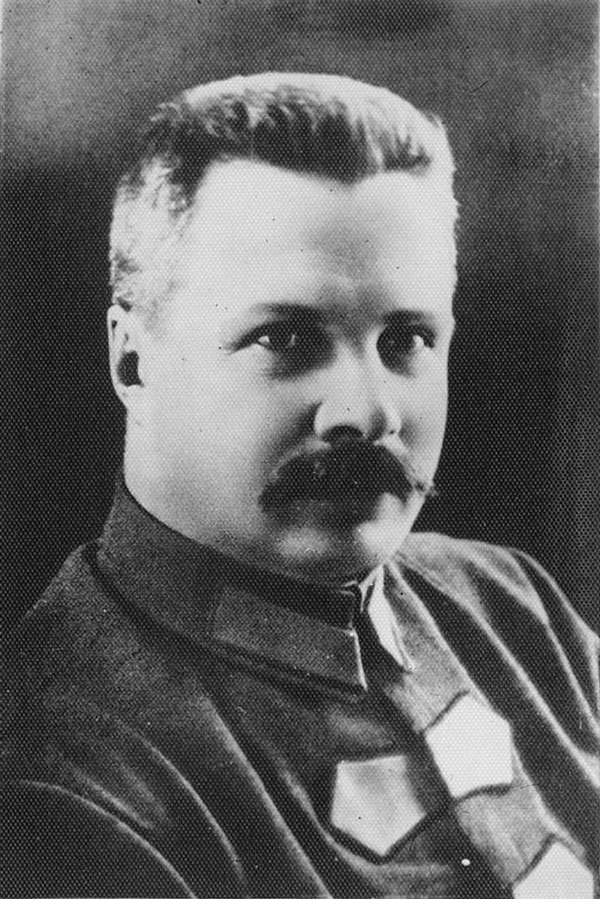
Mijaíl Frunze, destacado militar soviético.

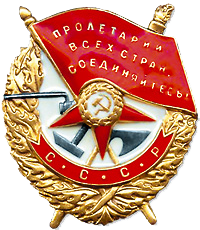
Condecoración de la Orden de la Bandera Roja.

Después de la guerra, Yakir mandó formaciones militares en Ucrania. Yakir estaba muy ligado a Mijaíl Frunze y pertenecía al cercano círculo de oficiales innovadores del Ejército Rojo que ayudaron a Frunze a iniciar la reforma militar de largo alcance. Entre estos reformadores estaba Mijaíl Tujachevski, que se hizo amigo de Yakir. En abril de 1924, Yakir fue nombrado jefe del Principal Directorio de las Academias Militares del Ejército Rojo, y simultáneamente editó el principal periódico militar, “Voyenny Véstnik” (en español: Noticias Militares), siendo un devoto desarrollador de la teoría militar.
En noviembre de 1925, después de la muerte de Frunze, Yakir fue nombrado comandante de la más poderosa formación territorial del Ejército Rojo, el distrito militar ucraniano. Yakir, en estrecha colaboración con Tujachevski y otros reformadores, hizo de su distrito un laboratorio de los experimentos de la estrategia de amplio alcance, táctica, técnicas operacionales, formaciones militares y equipamiento. En el entrenamiento de sus tropas, Yakir infundió a sus oficiales la iniciativa y la habilidad para hacer sus propios juicios. Entre 1928 y 1929, Yakir estudió en la Alta Academia Militar de Berlín, y este suceso fue posible debido a la intensa cooperación militar entre la Unión Soviética y Alemania. Las ideas innovadoras de Yakir en el arte militar impresionaron a su colegas alemanes. El mariscal de campo alemán de la Primera Guerra Mundial, el famoso Paul von Hindenburg, lo elogió como uno de los más talentosos militares posteriores a la Primera Guerra Mundial.
Después de volver a su distrito, Yakir continuó con las reformas militares. Fue uno de los creadores de las primeras formaciones de tanques y aviones del mundo. Aunque no era un militar teórico en sí mismo, Yakir apoyó denodadamente las innovaciones de Tujachevski en el desarrollo de la teoría de operaciones en profundidad. Los historiadores militares alrededor del mundo consideran esta teoría como el mejor soporte teórico innovador de toda la historia del arte militar. En 1934, Yakir solicitó que Tujachevski fuese nombrado para conducir los cursos avanzados de teoría operacional para los oficiales de alto rango del Cuartel General del Ejército Rojo y los comandantes de los distritos militares. Hizo eso a pesar de conocer la aversión de Stalin por Tujachevski.

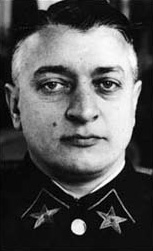
Mijaíl Tujachevski

Como consecuencia, Stalin instruyó a su subordinado Kliment Voroshílov, que era el Comisario del Pueblo para la Defensa, para que Yakir no perteneciera al prestigioso Consejo Consultivo del Comisariado de Defensa. En 1935, con objeto de disminuir el poder de Yakir, se dividió el distrito militar de Ucrania en dos nuevos distritos: Kiev, bajo el mando de Yakir, y Járkov.

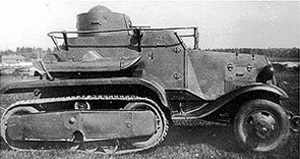
Semioruga soviético BA-30

En 1935, Yakir dirigió las famosas maniobras militares de Kiev con las fuerzas de los distritos militares de Kiev y Járkov. El principal objetivo de estas maniobras era comprobar la teoría de las operaciones en profundidad y la última tecnología. 65.000 hombres, incluyendo 1888 paracaidistas, 1200 tanques y 600 aviones participaron en estas maniobras. Estas eran las primeras maniobras en el mundo en el uso en operaciones combinadas de gran cantidad de tanques, aviones y unidades aerotransportadas. Las tropas actuaron en un frente de 250 kilómetros con una profundidad de 200 kilómetros. Los representantes de los mayores ejércitos presenciaron las maniobras. El general británico Archibald Wavell informó a su gobierno: «Si no hubiese sido testigo por mí mismo, nunca hubiese creído que tal operación fuese posible». La alemana Wehrmacht copió las innovaciones soviéticas en preparación de la Segunda Guerra Mundial. La reforma iniciada por Frunze y continuada por Yakir, Tujachevski y muchos otros comandantes, hizo del Ejército Rojo el ejército más avanzado del mundo. Es opinión general de los expertos militares occidentales que, si la guerra germano-soviética hubiese empezado en 1937, antes de las purgas de Stalin, el enfrentamiento con Ejército Rojo hubiese sido algo más que un juego para los alemanes. Durante esos años, Yakir daba regularmente clases en la Academia de Estado Mayor del Ejército Rojo, informando a los estudiantes sobre los nuevos desarrollos en asuntos militares. En 1935, recibió el segundo más alto rango militar soviético, que en ese tiempo era comandante de primer rango.

## Implicaciones políticas

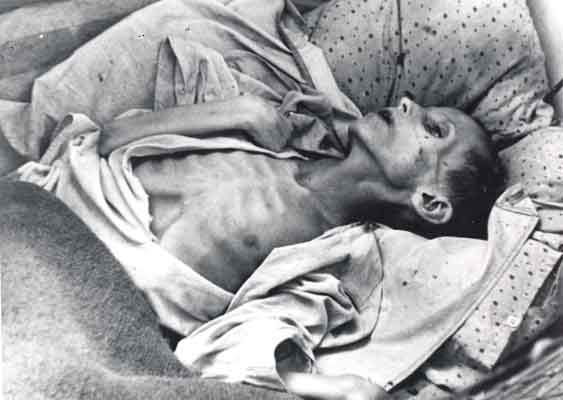
Hambruna en la población ucraniana, conocida como Holodomor.

Stalin, que estaba consolidando su poder en el país, aprobó el nombramiento de Yakir para el Distrito Militar Ucraniano en 1925, pero no confiaba plenamente en él, y dio instrucciones a su aliado político Lázar Kaganóvich para hacerse amigo de Yakir e informar sobre sus actividades. Yakir era un verdadero creyente de la causa comunista, y estaba involucrado en la política interna. Desempeñaba miembro del Comité Central del Partido Comunista de la Unión Soviética en Moscú, y miembro del Politburó del Partido Comunista de la RSS de Ucrania. Mientras era ingenioso e independiente en sus pensamientos como comandante militar, en la política soviética era un dócil miembro del partido y seguidor de la línea estalinista. Durante la hambruna de Ucrania (Holodomor) causada por las forzada colectivización de Stalin en la agricultura, en los años 1932 y 1933, Yakir se alarmó de la tragedia y se aproximó a Stalin con su petición de suavizar las políticas oficiales.

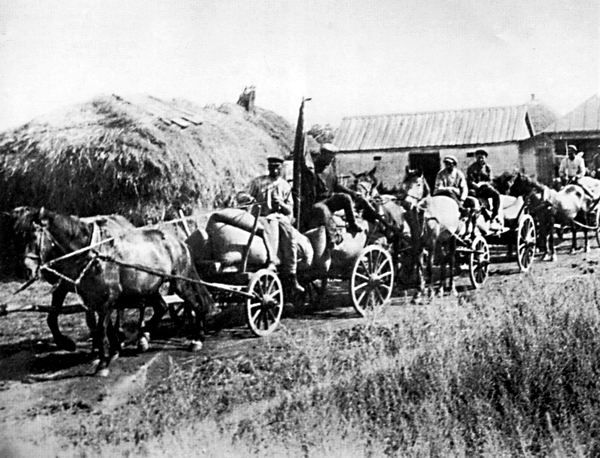
El Holodomor sobreviene por la orden de requisar absolutamente toda la comida de los campesinos, como forma de forzar la colectivización.

Stalin se puso furioso y dio instrucciones a Kaganóvich para que aconsejara a Yakir limitarse a las actividades que el partido le tenía asignadas, que eran el servicio militar; Yakir tuvo que obedecer. Como miembro del partido carece de poder de convicción y pensamiento independiente para desafiar a Stalin.
Su ciega obediencia no libró a Yakir. Stalin no permitiría en sus comandantes militares ningún pensamiento independiente en su área profesional. Mientras que la actitud superficial de Stalin era amigable, el dictador no podía tolerar a la gente como Yakir en un estado estalinista totalitario. Con el inicio de la Gran Purga en 1936, el NKVD arrestó a muchos de los estrechos colaboradores y subordinados de Yakir. Yakir era uno de los pocos altos oficiales soviéticos que apelaron a Stalin, clamando la inocencia de esos oficiales. Las peticiones de Yakir enconaron mucho más a Stalin, y Yakir quedó marcado para la persecución. Para remover a Yakir de su base de poder, en junio de 1937, Stalin lo envió al distrito militar de Leningrado durante la Gran Purga, lo cual significaba bien un claro signo de la siguiente persecución.

## Juicio y muerte
En 1937, el NKVD lo acusó de participación en el Caso de la Organización Militar Trotskista Antisoviética, por lo que fue enjuiciado. Acusado, entre otros, de ser un agente nazi, Yakir mantuvo su inocencia tanto en la correspondencia con Stalin como en su juicio, pero Stalin escribió en su carta: «sinvergüenza y prostituta». Voroshílov y Viacheslav Mólotov agregaron: «Una perfecta y ajustada definición». Kaganóvich escribió: «el único castigo para el sinvergüenza, chusma y prostituta es la pena de muerte». Yakir fue ejecutado junto con Tujachevski y muchos otros altos oficiales soviéticos inmediatamente después del juicio que se llevó a cabo el 11 de junio de 1937. Su esposa fue seguidamente arrestada y ejecutada, como muchos otros familiares. Su hijo Piotr, que por entonces tenía catorce años, fue arrestado al poco tiempo de la ejecución de su padre y pasó un total de diecisiete años en campos de trabajo del Gulag.

## El legado de Yakir
Después de la ejecución de Yakir, la purga había eliminado a un gran número de oficiales que habían servido bajo su mando. Muchos de los trabajos de Yakir, incluyendo sus reformas y preparativos de actividades guerrilleras en caso de invasión de Ucrania, fueron desmantelados. Cuando Alemania nazi invadió la Unión Soviética en junio de 1941, el Ejército Rojo se mostró incapaz en la guerra moderna y no estaba preparado para enfrentarse al enemigo, que utilizaba el arte militar en los que Yakir y otros innovadores soviéticos eran pioneros.
Los soviéticos sufrieron terribles pérdidas territoriales y humanas, antes de adoptar las ideas operacionales y tácticas modernas. Los discípulos de Yakir que sobrevivieron a la purga utilizaron la experiencia que habían adquirido bajo Yakir y Tujachevski para hacer una contribución vital a la victoria soviética sobre Alemania. Entre ellos estaban el jefe de Estado Mayor del Ejército Rojo Alekséi Antónov, los comandantes del frente Andréi Yeriómenko e Iván Cherniajovski y el comandante del 3.er Ejército Aleksandr Gorbátov (en).
El 31 de enero de 1957, durante la desestalinización de Nikita Jrushchov, Yakir fue rehabilitado.